# Arbeidernes Ungdomsfylking

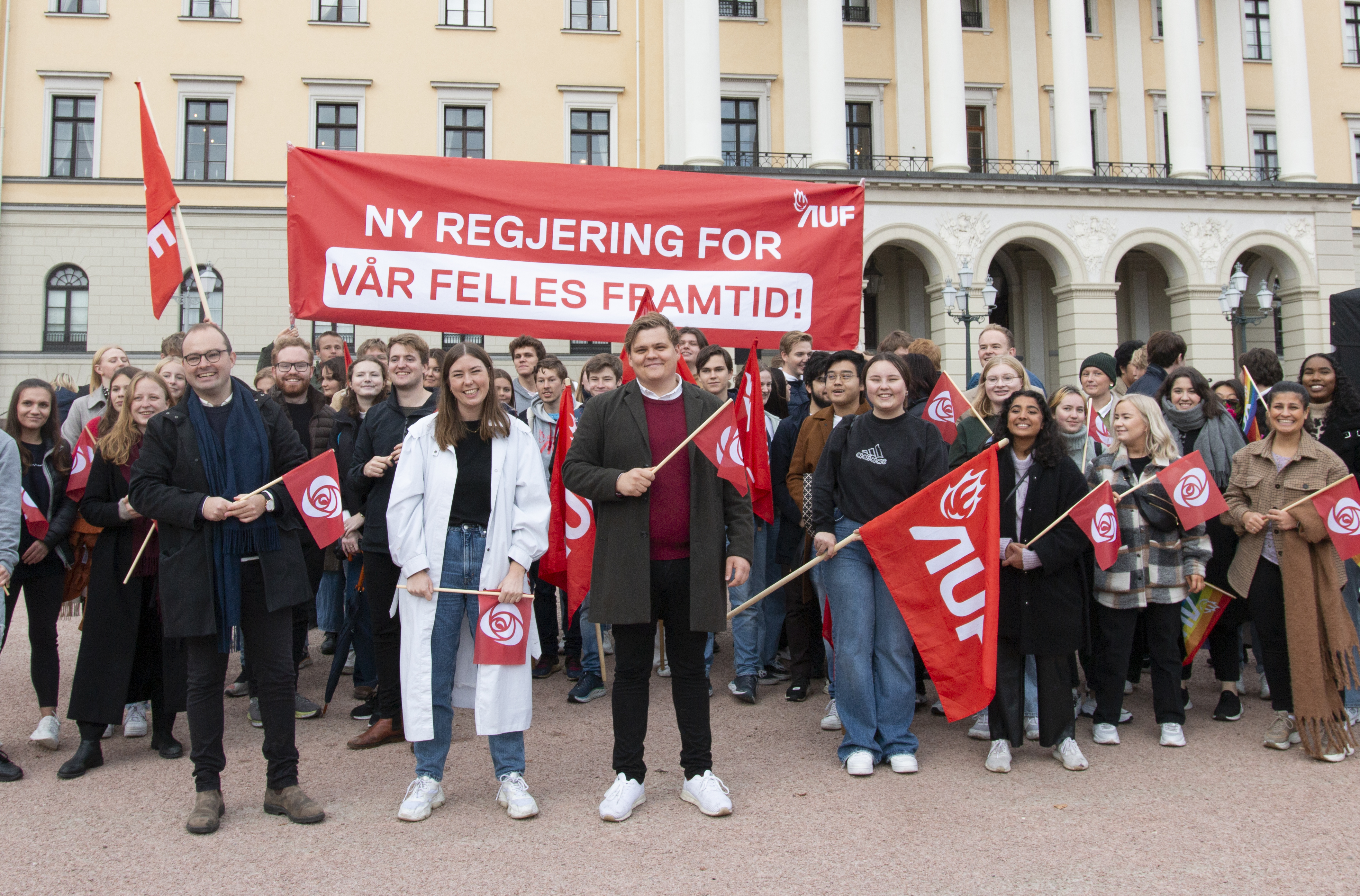
Arbeidernes Ungdomsfylking (2021)

Die Arbeidernes Ungdomsfylking (kurz AUF; deutsch: Arbeiter-Jugendliga) ist die Jugendorganisation der Arbeiderpartiet, der sozialdemokratischen Partei Norwegens. Sie ist die größte politische Jugendorganisation des Landes.

## Geschichte
Die erste sozialdemokratische Jugendorganisation in Norwegen war der 1903 gegründete Norges Sosialdemokratiske Ungdomsforbund, der sich 1921 in Norges Kommunistiske Ungdomsforbund umbenannte. Als sich 1923 die Norges Kommunistiske Parti abspaltete, trat der NKU fast geschlossen der neuen Partei bei. In der Arbeiderpartiet wurde daraufhin die neue Jugendorganisation Venstrekommunistisk Ungdomsfylkning gegründet.
1927 ging die Partei Norges Socialdemokratiske Arbeiderparti in der Arbeiderpartiet auf. Mit der Jugendorganisation dieser Partei, dem Norges Sosialistiske Ungdomsforbund, bildete sich aus dem Venstrekommunistisk Ungdomsfylkning die AUF.
1930 hatte die AUF insgesamt 14.000 Mitglieder in 275 Gruppen, im Vergleich zu den 80.000 der Arbeiterpartei. Bis 1933 war die Zahl der Mitglieder auf 21.000 in 410 Gruppen gewachsen. Innerhalb der Partei befand sich die AUF auf dem linken Flügel und stand der parlamentarischen Demokratie mit großer Skepsis gegenüber. Im Wahlkampf 1936 spielte die AUF eine wichtige Rolle für die Arbeitspartei. Sie veranstaltete zahlreiche Jugendtreffen, stellte Theatertruppen auf die Beine, und produzierte eine Wahlzeitung in 100.000er-Auflage.
Beim rechtsextremistischen Attentat am 22. Juli 2011 starben auf der Insel Utøya 69 Teilnehmer eines AUF-Jugendcamps.

## Bekannte Mitglieder
- Trygve Bratteli: späterer norwegischer Ministerpräsident, von 1945 bis 1946 Vorsitzender der AUF
- Willy Brandt: AUF-Mitglied, nachdem er 1933 nach Norwegen vor den Nationalsozialisten floh[6]
- Trond Giske: späterer Minister, von 1992 bis 1996 AUF-Vorsitzender
- Bjørn Tore Godal: späterer Außen- und Verteidigungsminister, von 1971 bis 1973 AUF-Vorsitzender
- Anniken Huitfeldt: spätere Ministerin, von 1996 bis 2000 AUF-Vorsitzende
- Thorbjørn Jagland: Ministerpräsident von 1996 bis 1997 und heute Generalsekretär des Europarates, von 1977 bis 1981 AUF-Vorsitzender
- Sigbjørn Johnsen: späterer Finanzminister, von 1975 bis 1977 stellvertretender AUF-Vorsitzender
- Sissel Rønbeck: von 1975 bis 1977 AUF-Vorsitzende
- Reiulf Steen: späterer Minister, von 1961 bis 1964 AUF-Vorsitzender
- Jens Stoltenberg: ehemaliger Ministerpräsident und derzeitiger NATO-Generalsekretär, von 1985 bis 1989 AUF-Vorsitzender